# Batalha de Varsóvia (1939)
A batalha de Varsóvia de 1939 foi a maior batalha ocorrida durante a invasão da Polônia pela Alemanha Nazista, na Segunda Guerra Mundial. Ela envolveu, de um lado, as tropas da Alemanha Nazista (Wehrmacht), de outro tropas do Exército Polonês e uma pequena milícia de civis voluntários de Varsóvia.

Em 1º de setembro de 1939, a cidade foi bombardeada pelos aviões da Luftwaffe, com foco em edifícios governamentais na região central de Varsóvia, além das instalações militares, como os quartéis de infantaria, o aeroporto Okęcie e a fábrica de aeronaves.[carece de fontes?]  Documentos alemães encontrados em 2018 confirmaram planos detalhados de destruição total de Varsóvia por bombardeios aéreos.

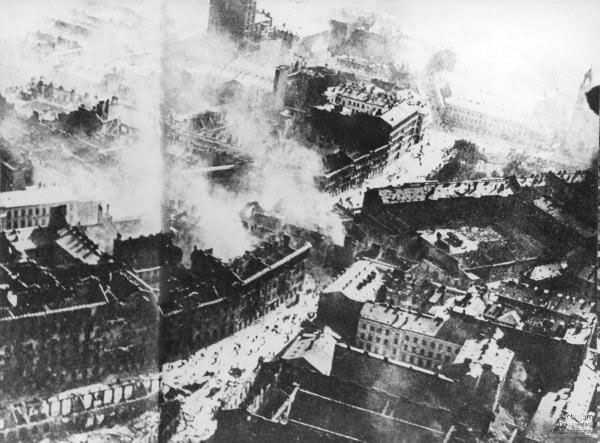
O centro de Varsóvia queima, após ataque aéreo

A luta em terra começou em 8 de setembro, quando os primeiros tanques alemães chegaram à área de Wola e aos subúrbios sul e oeste da cidade.
Em 15 de setembro, os alemães propuseram aos poloneses entregassem a cidade em um período de 12 horas. Em 16 de setembro, um parlamentar alemão foi enviado, mas não foi aceito, sinalizando a recusa em render a cidade. Em 17 de setembro, o comando alemão pediu que a população civil fosse evacuada, o que foi igualmente recusado.[carece de fontes?] O cerco à cidade durou até 28 de setembro, quando a guarnição polonesa do general Walerian Czuma capitulou. No dia seguinte, cerca de cem mil soldados poloneses deixaram a cidade ou foram aprisionados. Em 1º de outubro, a Wehrmacht entrou em Varsóvia.[carece de fontes?]
A ocupação alemã durou até a libertação da cidade, pelos aliados, em 17 de janeiro de 1945.

## Resistência  e capitulação

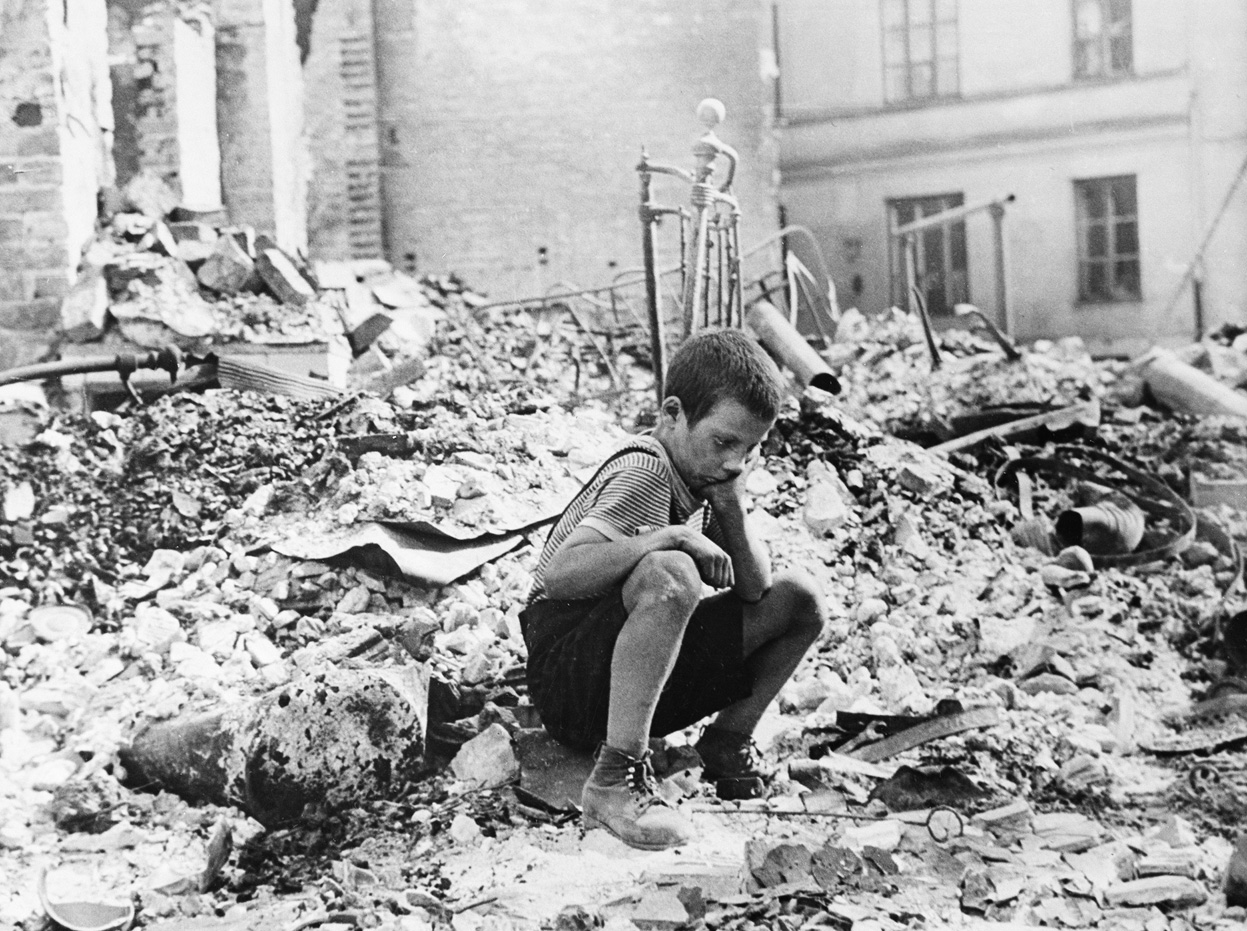
Criança polaca sobrevivente, nas ruínas de Varsóvia

A invasão e tomada de Varsóvia parecia uma ação extremamente fácil. Afinal, a superioridade militar alemã ficara evidente em batalhas anteriores. Porém, uma resistência inesperada foi encontrada. Embora militarmente inferiores, os poloneses ofereceram uma dura resistência aos ataques da infantaria alemã. Todavia, apesar de ter resistido bravamente, Varsóvia caiu após 16 dias de intenso combate.[carece de fontes?]
Entre os civis poloneses de Varsóvia houve aproximadamente 18 000 mortos e 16 000 feridos. Após a capitulação, cerca de 5 000 oficiais e 97 000 soldados e suboficiais foram feitos prisioneiros[carece de fontes?]. Como  resultado dos bombardeios, 10%  das edificações da cidade foram destruídas e 40% fortemente danificadas. Estima-se que os alemães tiveram cerca de 1.500 mortos e 5.000 feridos durante os combates.[carece de fontes?]